# Swiatogorje (obwód wołogodzki)
Swiatogorje (ros. Святогорье) – wieś (sieło) w Rosji, w obwodzie wołogodzkim, w rejonie mieżdurieczeńskim. W 2010 liczyła 62 mieszkańców.